# 納吉絲 (印度演員)
納吉絲（印地語: नर्गिस, 烏爾都語: نرگس）是活躍於二十世紀中期的印度演員，演出作品有梅赫布·罕導演的電影《印度母親》中的拉達，拉吉·卡浦爾導演的電影《流浪者》中的麗達。
在2007年的國際婦女節，印度的《電影觀眾》雜誌將她評為歷來第二位「最受歡迎的女演員」，僅次于瑪都麗·迪西特。

## 個人生活
納吉絲生于一個信奉伊斯蘭教的旁遮普人家庭，她原名為法替瑪·拉什德，1958年與印度演員蘇尼爾·杜特（Sunil Dutt）結婚后易名納吉絲·杜特，育有一子山傑·杜特（Sanjay Dutt）和二女安菊·杜特（Anju Dutt）、枇婭·杜特（Priya Dutt），山傑和枇婭後來也成了演員。

## 電影事業
納吉絲很早年即開始從影，1935年，六歲的她在Talashe Haq片中頭一次扮演童星。當時的藝名為「納吉絲童子」，意思是「水仙花童子」。
1935年以後她繼續在銀幕上露面，但是成名是在她進入成年以後。在四十年代至五十年代，她在很多印地語、烏爾都語的電影中都參加演出。在多數電影中她是同男影星拉吉·卡浦爾和迪利普·庫馬配對的。

1957年，納吉絲終於憑在《印度母親》中的出色演出獲得有一些遲來到的印度電影觀眾獎。
隨即她同演員蘇尼爾·杜特結婚，退出影壇。直到1967年，她才在電影《Raat Aur Din》中再次出現，並籍此獲得當年的印度國家電影獎——最佳女演員稱號。
1981年，納吉絲死于癌症，終年52歲。她的生命最後兩年多是在美國醫院里度過的，她身患絕症還不忘印度貧民沒有條件得到她所得到的治療機會，毅然捐出巨款成立納吉絲癌症基金會力求幫助窮人獲得更好的醫療條件。
在她逝世同年她兒子山傑·杜特的第一部電影《洛奇（Rocky）》推出，不但宣告他正式進軍影壇，而且代表著家族的第二代將前輩的名字在發揚光大。

## 得獎
- 1957年——《印度電影觀眾獎——最佳女演員》，電影：《印度母親（Mother India）》
- 1968年——《印度国家电影奖——最佳女演员奖》，電影：《Raat Aur Din》
- 《Urvashy Award》——她是迄今獲得這一最高獎項的唯一印度女演員。[1]

## 其他榮譽
- 2001年1月8日，被《星塵雜誌》追授——《印度百年最佳女演員獎》。同日獲得最佳男演員獎的是影帝阿米塔布·巴沙坎。 [2]

## 出演電影
- Talashe Haq (1935)
- Tamanna (1942)
- Taqdeer (1943)
- Humayun (1945)
- Bisvi Sadi (1945)
- Nargis (1946)
- Mehandi (1947)
- Mela (1948)
- Anokha Pyar (1948)
- Anjuman (1948)
- Aag (1948)
- Roomal (1949)
- Lahore (1949)
- Darogaji (1949)
- Barsaat (1949)
- Andaz (1949)
- Pyaar (1950)
- Meena Bazaar (1950)
- Khel (1950)
- Jogan (1950)
- Jan Pahchan (1950)
- Chhoti Bhabbi (1950)
- Babul (1950)
- Aadhi Raat (1950)
- Saagar (1951)
- Pyar Ki Baaten (1951)
- Hulchul (1951)
- Deedar (1951)
- 流浪者 - Awaara (1951)
- Sheesha (1952)
- Bewafaa (1952)
- Ashiana (1952)
- Anhonee (1952)
- Amber (1952)
- Shikast (1953)
- Paapi (1953)
- Dhoon (1953)
- Aah (1953)
- Angarey (1954)
- Shree 420 (1955)
- Jagte Raho (1956)
- Chori Chori (1956)
- Pardesi (1957 film)
- Mother India (1957)
- Lajwanti (1958)
- Ghar Sansar (1958)
- Adalat (1958)
- Yaadein (1964)
- Raat Aur Din (1967)

## 外部連結
- 納吉絲在互联网电影资料库（IMDb）上的資料（英文）
- 納吉絲·杜特癌症基金會